# Amédée Maingard
Pour les articles homonymes, voir Maingard.
Amédée Maingard (21 octobre 1918 - 1981) est un agent secret mauricien du Special Operations Executive en France pendant la Seconde Guerre mondiale. Il est opérateur radio principal du réseau STATIONER de Maurice Southgate « Hector », entre avril 1943 et avril 1944, il envoya 248 messages radio, qui contribuèrent dans une large mesure aux succès du réseau ; puis comme chef du réseau SHIPWRIGHT entre mai et septembre 1944 dans la région du Poitou, il organisa 125 opérations aériennes et de nombreux sabotages. Après la guerre, comme homme d’affaires, il développa l’industrie touristique et hôtelière de Maurice.

## Biographie

### Premières années
Amédée Maingard naît le 21 octobre 1918 à Mont Roches, (ville absorbée en 1963 par Beau-Bassin Rose-Hill à l'île Maurice).
Il fait ses études secondaires au collège Saint-Joseph et au Collège Royal de Curepipe.
Il quitte l’Île Maurice en 1938 pour étudier la comptabilité à Londres. Il reçoit son diplôme. À l'été, il réside à Londres

### Début de la guerre
Le 15 février 1939, il est employé comme comptable par Falk, Keeping & Co. La Seconde Guerre mondiale éclate. À l’aube de ses 21 ans, il se porte volontaire et rejoint l’armée britannique en novembre, au sein du 2d Battalion Queen Victoria (QVR).
Amédée Maingard, qui se sent inactif alors que la guerre fait rage, essaye en 1941 d’obtenir une formation d’officier. Son vœu est exaucé grâce à l’aide de son compatriote et ami Jean Larcher. Le 26 décembre 1941, le sergeant Maingard lit les souhaits de Noël pour les Mauriciens à la BBC à Londres.

### Agent du SOE
Grâce à sa connaissance de l'anglais, Amédée Maingard est recruté en 1942 par le Special Operations Executive (SOE). En avril, il commence l'entraînement.
Amédée Maingard est promu Captain en 1943. Dans la nuit du 14 au 15 avril, (opération Stationer 2/Stockbroker/Shipwright), en même temps qu'Harry Rée, il est parachuté en France, sur les collines de Sarrouilles (dans la région de Tarbes), pour devenir l'opérateur radio du réseau STATIONER de Maurice Southgate, dont les auxiliaires principaux sont Auguste Chantraine dans le Nord-Indre, la famille Hirsch à Montluçon et à Toulouse, la famille Néraud à Clermont-Ferrand, Charles Rechenmann à Tarbes et Jacques Dufour dans le sud-ouest, en Dordogne. Alors que les parachutages d’agents et de matériel se multiplient, la pression du travail et les dangers de se faire prendre ne cessent d’augmenter.
Le 2 septembre, la famille Néraud est arrêtée à Clermont Ferrand. Dans la nuit du 22 au 23, Pearl Witherington « Marie » est parachutée (près de Tendu) pour devenir courrier de STATIONER. Pierre Hirsch « Popaul », qui a été formé par Amédée Maingard depuis juillet comme opérateur radio, est accepté par Londres. Il opère à Montluçon.
Amédée Maingard change d'identité en octobre et devient Amédée Maigrot. Cette précaution lui sauve la vie lors d’un contrôle d’identité mené par la Gestapo. Dans la nuit du 16 au 17 octobre, Maurice Southgate rentre à Londres pour consultation.
Le 26 décembre, Auguste Chantraine et ses collaborateurs sont arrêtés à leur tour, obligeant Amédée Maingard et ses adjoints à redoubler de prudence.
Le 28 janvier 1944, Maurice Southgate revient de Londres avec pour instructions de commencer à organiser et à armer les maquisards. Southgate demande le 19 avril 1944 à Londres qu'Amédée Maingard soit remplacé comme opérateur radio en titre du réseau STATIONER, pour devenir son second. Londres accepte : c'est René Mathieu, arrivé le 12 avril, qui devient l'opérateur radio de STATIONER. Maurice Southgate est arrêté par la Gestapo en mai, ainsi que René Mathieu. Amédée Maingard prend alors les choses en main : il prend la responsabilité d'un réseau (SHIPWRIGHT) dans une zone couvrant une partie de l’Indre et de la Vienne, avec Jacques Hirsch comme assistant et son frère Pierre Hirsch « Popaul » comme opérateur radio ; il confie la responsabilité du Nord Indre à Pearl Witherington, qui change son nom de guerre en « Pauline » pour diriger le réseau WRESTLER ; il confie la Dordogne à Jacques Dufour.
Amédée Maingard reçoit le 5 juin la confirmation du parachutage de John Tonkin, SAS, chef de la mission Bulbasket. Il le rejoint et apprend que les directives viendront désormais de l’État-Major des Forces françaises de l'intérieur (EMFFI), sous les ordres du général Kœnig ; il lui est demandé de se rapprocher du commandement FFI de la Vienne. Une étroite collaboration s'établit entre le Général Félix Chêne, chef des FFI dans la Vienne et Amédée Maingard. Celui-ci coordonne les approvisionnements en armes des différents maquis et veille à leur formation. La guerre pour les Résistants n’est alors plus clandestine mais ouverte. Amédée Maingard fomente des embuscades et des attaques qui bloquent les lignes ferroviaires et les routes principales. Maingard retourne à Londres le 6 août par Lysander et rend compte à ses chefs du SOE qu'il a en disponibilité des hommes prêts à recevoir des armes : 5 000 dans la Vienne, 3 000 dans la Haute-Vienne, 2 000 dans les Deux-Sèvres et 2 000 en Vendée. Le 12, Maingard reçoit la croix de guerre avec palmes des mains du général Kœnig. Le 13, il est parachuté en France, cette fois en uniforme et en plein jour. Le débarquement des Alliés en Provence le 15 août et leur avancée dans le Nord prennent les Allemands en étau.
Le 4 septembre, les troupes allemandes de Poitiers font retraite et. Amédée Maingard regagne l’Angleterre le 14.

### Après la guerre
Il achève ses études de comptabilité en 1944 et obtient sa démobilisation le 20 décembre 1945. Amédée Maingard rejoint Rogers & Co., que dirigeait alors son père.
Après la mort d’Eric Rogers et une passe difficile pour l’entreprise, de nouveaux partenaires font leur entrée. Amédée Maingard et son frère Colo, forts de leurs expériences à l’étranger, apportent de nouvelles idées pour la diversification de Rogers dans des secteurs tels que la logistique, l’aviation et le tourisme.
Grâce à leurs contacts à l’étranger, les deux frères Maingard obtiennent un contrat pour que Rogers représente la RALF (Réseau des lignes aériennes françaises, plus tard Air France). En mars 1948, Rogers & Co. accède au statut de compagnie limitée et Amédée Maingard en devient un des principaux actionnaires. Chargé de créer un département d’aviation, il ouvre une agence à Port-Louis et œuvre par la même occasion à la création d’un service de manutention à l’aéroport de Plaisance.
Il se marie le 8 octobre 1940 à la cathédrale de Westminster, Londres. Il négocie et obtient la représentation des compagnies aériennes telles que la British National Airline, la South African Airways, l’Australian National Airways et la Qantas. Il transforme en 1952 une grande maison coloniale de Curepipe en Le Park Hotel afin d'accueillir des étrangers de passage et des membres d’équipage. Cette initiative d’Amédée Maingard permet à Rogers d’inscrire son premier investissement dans l’industrie hôtelière.
Il lance en 1953 l’agence MTTB (The Mauritius Travel and Tourism Bureau) pour la promotion de Maurice en tant que destination touristique ainsi que Mautourco, une compagnie subsidiaire pour la prise en charge des touristes à leur arrivée à Maurice.
Amédée Maingard construit en 1954 Le Morne Plage, un complexe de petits bungalows familiaux, auquel succédera Le Chaland en 1960 et le Trou aux Biches Hotel. Il fonde ainsi la compagnie Mauritius Hotels Ltd, qui deviendra plus tard New Mauritius Hotels, propriétaire des hôtels Beachcomber.
Il joue un rôle prépondérant dans la création d’Air Mauritius en 1967. Grâce à ses relations, il trouve des partenaires tels qu’Air France et la BOAC qui s’allient au gouvernement et à Rogers & Co. Ltd pour lancer la compagnie nationale d’aviation, en juin. La première réunion du Board de Air Mauritius est tenue dans les locaux de Rogers et Amédée Maingard est nommé président, fonction qu’il assume jusqu’en 1981.
Amédée Maingard meurt le 12 janvier 1981 à l’âge de 62 ans, à La Mivoie, Rivière Noire (Maurice), des suites d'une leucémie.

## Hommages et distinctions

### Distinctions
- 1944 : À la suite des éloges du Général Chêne, Amédée Maingard est décoré de la Croix de Guerre avec Palme, par le Général Koenig, le 12 août.

- 1945. Amédée Maingard reçoit des mains du roi George VI, la décoration de l’Ordre du Service distingué (Distinguished Service Order, DSO). Il recevra également les médailles 1939-1945 Star et France and Germany Star.

- 1969 : Ordinary Commander of the Civil Division de l’Ordre de l’Empire britannique (Most Excellent Order of the British Empire, MBE) pour ses services dans l’industrie hôtelière et touristique.

- 1972 : chevalier de la Légion d’honneur pour les services rendus à la cause française durant la Seconde Guerre mondiale.

- 1980 : médaille de l’aéronautique pour son long partenariat avec Air France.

- 1981: officier de la légion d’honneur.

### Monument

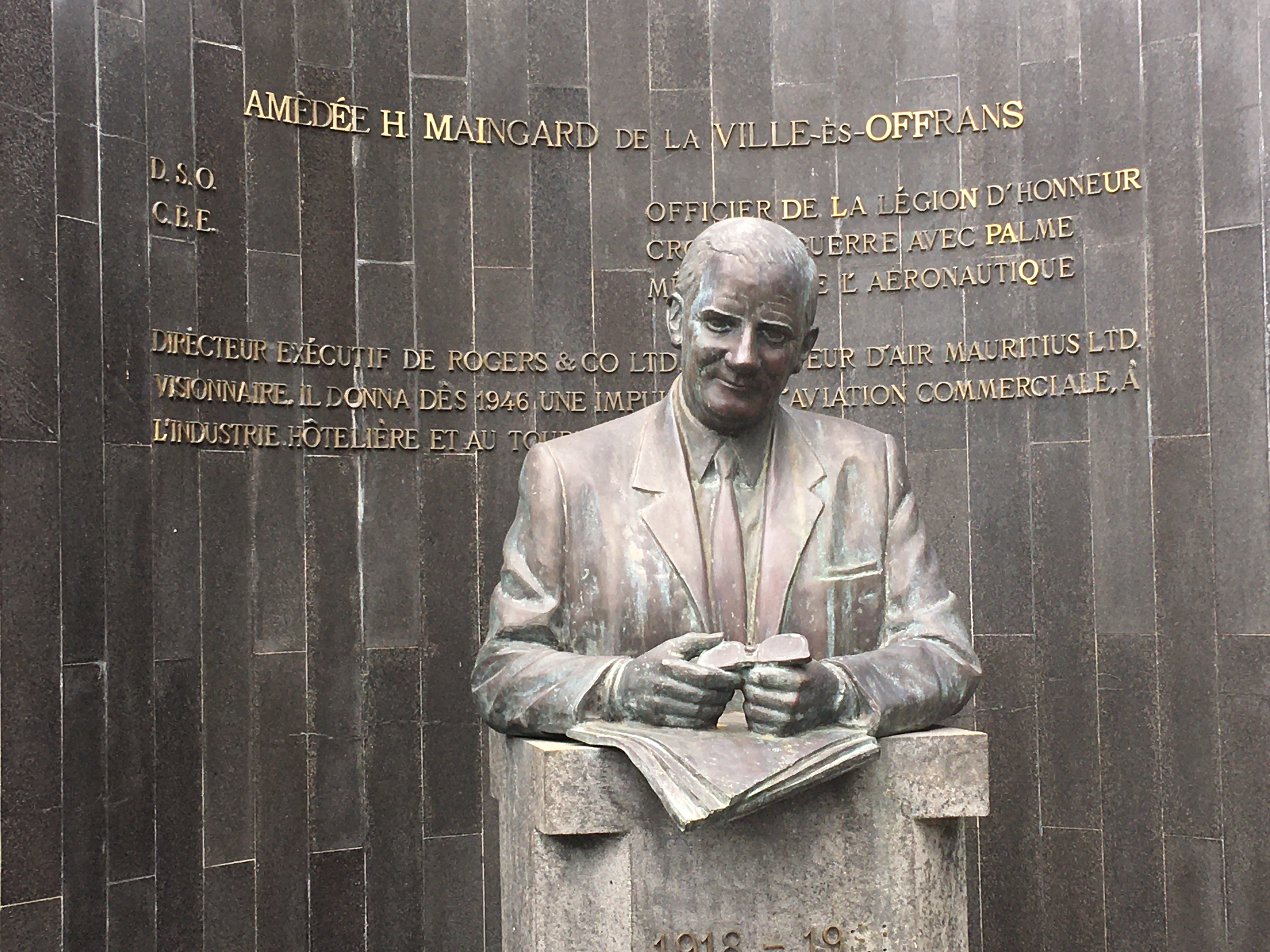
Monument érigé en l’honneur d’Amédée Maingard

2001. À Port Louis (Maurice), un monument en l’honneur d’Amédée Maingard est dévoilé à l’angle de la President John Kennedy Street, devant la Rogers House. Il est composé d’un buste et, à l’arrière plan, d’un mur sur lequel on lit les inscriptions suivantes :
| AMÉDÉE H. MAINGARD DE LA VILLE-ÈS-OFFRANS                                |  |                                 |  |
|                                                                          |  |                                 |  |
| D.S.O.                                                                   |  | OFFICIER DE LA LÉGION D’HONNEUR |  |
| C.B.E.                                                                   |  | CROIX DE GUERRE AVEC PALME      |  |
|                                                                          |  | MÉDAILLE DE L’AÉRONAUTIQUE      |  |
|                                                                          |  |                                 |  |
| DIRECTEUR EXÉCUTIF DE ROGERS & CO LTD, FONDATEUR D’AIR MAURITIUS LTD,    |  |                                 |  |
| VISIONNAIRE, IL DONNA DÈS 1946 UNE IMPULSION À L’AVIATION COMMERCIALE, À |  |                                 |  |
| L’INDUSTRIE HÔTELIÈRE ET AU TOURISME À L’ÎLE MAURICE.                    |  |                                 |  |
| 1918-1981                                                                |  |                                 |  |

### Hommages
- 1992 : création du fonds « Amédée Maingard » pour financer et soutenir des formations dans les domaines de l’aviation et du tourisme.
- 2000 : les salons première classe à l’aéroport international Sir Seewoosagur Ramgoolam sont rénovés (sur une surface de 1 860 mètres carrés pouvant accueillir 400 personnes), et baptisés « Amédée Maingard Lounge » (« Salons Amédée Maingard »).

## Identités
- État civil : René Amédée Louis Pierre Maingard de la Ville-ès-Offrans.
- Comme agent du SOE, section F :
  - Nom de guerre (field name) : « Samuel », dit Sam
  - Nom de code opérationnel : SHIPWRIGHT (en français CONSTRUCTEUR DE NAVIRES)
  - Papiers d’identité : Guy Marguery, né à Amiens, représentant en produits chimiques ; Amédée Maigrot, comptable.

Parcours militaire :
- 29 octobre 1939 : 2d Battalion Queen Victoria's Rifles (QVR) (TA), rifleman 6847249.
- Mars 1941 : l'unité est réorganisée et change de nom, devenant le 8th Battalion King's Royal Rifle Corps (KRRC) ; Maingard est enregistré sous le nom d'Amédée Hugnin ; grade : Lance Corporal
- 30 mai 1942 : SOE, section F ; nom : R.A.L.P. Maingard ; grade : L/Cpl (plus tard : Second Lieutenant, General List, le 18 juillet 1942 ; lieutenant (A/Captain) en janvier 1943 ; et T/Captain en mars 1943) ; matricule : P/241290.

## Famille
- Son père : Louis Joseph René Maingard de la Ville-ès-Offrans (1887-1956), né à l'Île Maurice.
- Sa mère : Véronique Hugnin.
- Sa femme : Jacqueline Raffray, fille de Sir Philippe Raffray, Q.C. et de Margot Kvern. Mariage le 8 octobre 1949.
- Ses enfants (3) : Jan, Didier et Véronique
- Ses ancêtres. Amédée Maingard est né dans une famille d'ancienne bourgeoisie originaire de Bretagne, connue à Saint-Malo, (Ille-et-Vilaine) depuis le XIVe siècle, installée à l'Île de France (future Île Maurice) au XVIIIe siècle et à l' Île de la Réunion au XIXe siècle[6] :
  - Josselin (I) Maingard, sieur de La Ville-ès-Offrans (1606-1663), était capitaine de navire, bourgeois de Saint-Malo.
  - Josselin (II) Maingard (lui a succédé comme capitaine de navire à Saint-Malo.
  - Joseph Christophe Maingard (1675-1750) était capitaine de navire, corsaire malouin.
  - Josselin (III) Maingard (1719-1784), était capitaine de brûlot, corsaire malouin, lieutenant des vaisseaux de la Compagnie des Indes, réfugié à Port-Louis.
  - Josselin (IV) Maingard (1759-1838), était colonel, commandant l'artillerie de Saint-Denis de La Réunion.

Les armes de famille se décrivent comme suit. :
« d'or à la fasce de gueules, un chêne arraché de sinople brochant sur le tout, fruité de deux glands d'or pendant sur la fasce ».

### Sources et liens externes
- Fiche Maingard, Rene Amedee Louis Pierre, avec photographies sur le site Special Forces Roll of Honour.
- (en) Paul McCue, Behind enemy lines with the S.A.S : Amédée Maingard, codename 'Sam', SOE agent in France 1943-1944, Barnsley, South Yorkshire, Pen & Sword Military, 2007, 284 p. (ISBN 978-1-84415-618-4)
- Dossier de presse Rogers, à l'occasion de la sortie du livre de Paul Mc Cue, 28 novembre 2007.
- Lt. Col. E.G. Boxshall, Chronology of SOE operations with the resistance in France during world war II, 1960, document dactylographié (exemplaire en provenance de la bibliothèque de Pearl Witherington-Cornioley, consultable à la bibliothèque de Valençay). Voir sheet 30, STATIONER CIRCUIT, et sheet 30A, SHIPWRIGHT CIRCUIT.
- J. Maurice Paturau, Agents secrets mauriciens en France 1940-1945, s.d. (1994 ou 1995).
- Hugh Verity, Nous atterrissions de nuit..., préface de Jacques Mallet, 5e édition française, Éditions Vario, 2004.
- "National Archives" britanniques. Accessible depuis le 12 mai 2003, le dossier personnel d'Amédée Maingard porte le référence HS 9/976/9 : Description du contenu du dossier personnel, Conditions d'accès au dossier personnel.
- Matthew Whiteman, SAS, voyous et héros, série documentaire en 3 parties, BBC, 2016. Le rôle d’Amédée Maingard est évoqué dans la troisième partie : aux premières heures du 6 juin 1944, il accueille John Tonkin, le chef de l’opération BULBASKET du SAS, venu établir la connexion avec les maquisards contrôlés par le réseau SHIPWRIGHT.
- Jan Maingard, Ils l’appelaient Samuel.

Voir Jan Maingard raconte « Samuel » son papa agent secret…, l’article de Marie-Annick Savripène dans L’Express, 10 novembre 2018.
- Alain Antelme, Amédée Maingard, héros de la Résistance, article dans la revue Islander, rubrique « Il était une fois », mai 2008, p. 34-38.